# Yang Ching-shun
Yang Ching-shun (chinesisch 楊清順, Pinyin Yáng Qīngshùn; * 3. April 1978; † 6. Dezember 2023) war ein taiwanischer Poolbillardspieler. Er gewann bei den World Games 2001 die Goldmedaille im 9-Ball.

## Karriere
Im Alter von 14 Jahren begann Yang Ching-shun Billard zu spielen und wurde unter anderem vom zweifachen 9-Ball-Weltmeister Chao Fong-Pang trainiert.
Im November 1998 wurde Yang bei der 9-Ball-WM Fünfter. Einen Monat später gewann er bei den Asienspielen im Finale gegen Kunihiko Takahashi Gold im 9-Ball.
Bei den 9-Ball-Weltmeisterschaften 2000 und 2001 schied Yang im Achtelfinale aus.
Im August 2001 gelang es Yang bei den World Games, durch einen Finalsieg gegen den Deutschen Ralf Souquet die Goldmedaille im 9-Ball zu gewinnen. Im November wurde er Fünfter beim Tokyo 9-Ball Event.
Im Juli 2002 erreichte Yang das Halbfinale der 9-Ball-WM, unterlag dort jedoch dem Philippiner Francisco Bustamante.
Im Oktober gewann er bei den Asienspielen im Finale gegen Warren Kiamco erneut Gold im 9-Ball, schied beim World Pool Masters im Achtelfinale aus gegen Rico Diks aus, und wurde Fünfter der World Pool League.
Im März 2003 gewann Yang im Finale gegen Warren Kiamco das erste Turnier der Asian 9-Ball-Tour, deren Rekordsieger er heute ist. Bei der 9-Ball-WM 2003 wurde er Fünfter.
Bei den 9-Ball-Weltmeisterschaften 2004 und 2005 kam Yang auf den 33. Platz, zudem gewann er in den beiden Jahren jeweils ein Asian-Tour-Turnier.
Bei der 9-Ball-WM 2006 schied Yang im Sechzehntelfinale gegen Ralf Souquet aus.
Im Dezember gewann er Bronze im 9-Ball bei den Asienspielen.
Im April 2007 gewann Yang das Richest Game of Asia, im November schied er in der Runde der letzten 64 der 9-Ball-WM aus und wurde Neunter bei den All Japan Open. Zudem gewann er 2007 drei Turniere der Asian Tour.
2008 erreichte Yang das Achtelfinale der 10-Ball-WM und gewann das Saisonfinale der Asian Tour sowie die Quezon City Invasion.
Bei den World Games 2009 erreichte Yang, wie schon 2001 das Finale im 9-Ball, und traf dort erneut auf Ralf Souquet. Diesmal unterlag er dem Deutschen jedoch mit 4:11.
Bei der 10-Ball-WM desselben Jahres schied Yang bereits in der Runde der letzten 64 aus.
Bei der 9-Ball-WM 2010 erreichte er das Achtelfinale, schied dort aber gegen Kuo Po-Cheng aus.
Im April 2011 wurde Yang Neunter bei den Beijing Open.
2012 schied Yang im Sechzehntelfinale der 9-Ball-WM gegen Antonio Gabica aus und wurde Fünfter bei den China Open sowie im Finale gegen Chang Jung-Lin Zweiter bei den All Japan Open.
Bei den All Japan Open 2013 hingegen schied Yang bereits in der Runde der letzten 64 gegen John Morra aus.
Im Februar 2015 erreichte er das Viertelfinale der 10-Ball-WM, unterlag dort aber dem späteren Weltmeister Ko Pin-yi.
Yang nahm dreimal am World Cup of Pool teil.
Dabei erreichte er 2006 gemeinsam mit Wang Hung-Hsiang das Viertelfinale, in dem sie jedoch den Deutschen Thomas Engert und Oliver Ortmann unterlagen. 2007 mit Wu Chia-Ching sowie 2009 mit Lai Chia-hsiung schied er im Achtelfinale aus.
Er starb am 6. Dezember 2023 im Alter von 45 Jahren an den Folgen einer Krebserkrankung.